# Break dance ai Giochi della XXXIII Olimpiade
Le gare di break dance ai Giochi della XXXIII Olimpiade hanno avuto luogo al La Concorde Stadium, a Place de la Concorde a Parigi, il 9 e il 10 agosto 2024. Vi hanno gareggiato in totale 33 atleti in due eventi: 16 nella gara maschile e 17 nella gara femminile.

## Qualificazioni
I criteri di qualificazione sono stati approvati dal CIO il 1 aprile 2022. Per ognuna delle due gare vi erano 16 posti, e ogni nazione poteva qualificare un massimo di due atleti per competizione. Gli atleti dovevano essere nati prima del 31 dicembre 2008 e la Francia, in quanto nazione ospitante, aveva un posto assicurato in tutti e due gli eventi.
Gli step di qualificazione sono stati i seguenti:
- Paese ospitante – La Francia, in quanto nazione ospitante, assegna un posto per la gara maschile e uno per la gara femminile. Se due atleti francesi, per ciascun genere, si qualificano direttamente tramite uno dei tornei del percorso tripartito (Campionati mondiali, tornei continentali o tornei di qualificazione olimpica), il posto del Paese ospitante sarà riassegnato al successivo atleta con il punteggio più alto ottenuto nei tornei di qualificazione olimpica;[3][4]
- Campionati mondiali – Il campione e la campionessa di break dance ai Campionati Mondiali WDSF 2023, tenutisi dal 23 al 24 settembre a Lovanio, in Belgio, ottengono un posto alle Olimpiadi, rispettando la regola di due atleti per CON per genere;
- Eventi continentali di qualificazione – Il campione e la campionessa di ognuno dei cinque tornei continentali (Africa, Asia, Europa, Americhe e Oceania) ottengono un posto alle Olimpiadi, rispettando la regola di due atleti per CON per genere. Se due atleti dallo stesso CON vincono il Campionato Mondiale WDSF e il Torneo continentale, allora il primo si qualificherà direttamente alle Olimpiadi mentre al secondo viene offerta una seconda possibilità di qualificazione attraverso i Tornei di qualificazione olimpica;[5]
- Tornei di qualificazione olimpica – I sette campioni e campionesse del torneo di qualificazione olimpica ottengono un posto alle Olimpiadi, rispettando la regola di due atleti per CON per genere;
- Universality Places[6] – Due posti su base invito saranno disponibili per i CON idonei interessati ad avere propri atleti nelle competizioni di break dance di Parigi 2024, in linea con il principio di universalità e per aumentare la varietà delle nazioni partecipanti al programma sportivo dei Giochi Olimpici.[6]

## Calendario
| Data           | Orario (UTC+2) | Evento                                |
| -------------- | -------------- | ------------------------------------- |
| 9 agosto 2024  | 16:00          | Pre-qualificazioni — gara femminile   |
| 9 agosto 2024  | 16:17          | Qualificazioni — gara femminile       |
| 9 agosto 2024  | 20:00          | Quarti di finale — gara femminile     |
| 9 agosto 2024  | 20:47          | Semifinale — gara femminile           |
| 9 agosto 2024  | 21:19          | Finale per il bronzo — gara femminile |
| 9 agosto 2024  | 21:29          | Finale per l'oro — gara femminile     |
| 10 agosto 2024 | 16:00          | Qualificazioni — gara maschile        |
| 10 agosto 2024 | 20:00          | Quarti di finale — gara maschile      |
| 10 agosto 2024 | 20:47          | Semifinale — gara maschile            |
| 10 agosto 2024 | 21:19          | Finale per il bronzo — gara maschile  |
| 10 agosto 2024 | 21:29          | Finale per l'oro — gara maschile      |

## Podi
| Evento                    | Oro        | Argento          | Bronzo          |
| ------------------------- | ---------- | ---------------- | --------------- |
| Gara maschile (dettagli)  | Philip Kim | Danis Civil      | Victor Montalvo |
| Gara femminile (dettagli) | Ami Yuasa  | Dominika Banevič | Liu Qingyi      |

## Medagliere
| Pos.   | Paese       | Oro | Argento | Bronzo | Totale |
| ------ | ----------- | --- | ------- | ------ | ------ |
| 1      | Giappone    | 1   | 0       | 0      | 1      |
| 1      | Canada      | 1   | 0       | 0      | 1      |
| 2      | Lituania    | 0   | 1       | 0      | 1      |
| 2      | Francia     | 0   | 1       | 0      | 1      |
| 3      | Cina        | 0   | 0       | 1      | 1      |
| 3      | Stati Uniti | 0   | 0       | 1      | 1      |
| Totale | Totale      | 2   | 2       | 2      | 6      |